# Occapes hinzi
Occapes hinzi là một loài tò vò trong họ Ichneumonidae.